# SMS Gazelle (1898)
Lo SMS Gazelle fu un incrociatore leggero della Kaiserliche Marine tedesca, prima unità della classe Gazelle.
Entrato in servizio nel 1901, l'incrociatore fu impiegato nel corso della prima guerra mondiale principalmente con compiti ausiliari e di difesa costiera, finendo gravemente danneggiato per l'urto con una mina navale durante le operazioni belliche nel mar Baltico nel 1916; lo scafo fu poi avviato alla demolizione nel 1920.

## Storia
Ordinato ai cantieri della Germaniawerft di Kiel nel 1897 sotto il nome provvisorio di "G", la nave venne varata il 31 marzo 1898 con il nome di SMS Gazelle entrando quindi in servizio il 15 giugno 1901 nei ranghi della Hochseeflotte.
Poco dopo il suo completamento, il Gazelle fu inviato oltremare tra il 1902 e il 1904, assegnato in forza allo Squadrone americano della Kaiserliche Marine. Insieme all'incrociatore SMS Falke, nel giugno 1902 la nave diresse a La Guaira e Carúpano in Venezuela per proteggere gli interessi della Germania durante un periodo di violenti disordini interni al paese, procedendo poi nelle settimane seguenti a evacuare i cittadini tedeschi e francesi dalle due città portandoli al sicuro a Saint Thomas. All'inizio del dicembre 1902 il Gazelle partecipò quindi agli eventi della crisi venezuelana del 1902-1903, assegnato a uno squadrone navale anglo-tedesco incaricato di bloccare i porti del Venezuela onde imporre il pagamento dei debiti esteri da parte del governo locale. In coppia con il Falke, il Gazelle partecipò alla cattura della cannoniera venezuelana Restaurador: l'imbarcazione fu rimessa in servizio dai tedeschi con il nome di SMS Restaurador e dotata di un equipaggio tratto dalla ciurma del Gazelle sotto il comando del Kapitänleutnant Titus Türk.
Nel febbraio 1903 il governo venezuelano riuscì a raggiungere un accordo circa il pagamento dei suoi debiti esteri, mettendo fine al blocco anglo-tedesco. Il Gazelle continuò a pattugliare le acque delle Americhe, e nel gennaio 1904 condusse una visita al porto di New Orleans insieme alle altre unità della Squadrone americano, all'epoca composto dagli incrociatori Falke e Vineta e dalla cannoniera Panther; durante questo periodo la nave fu agli ordini dell'allora Korvettenkapitän Reinhard Scheer, in seguito ammiraglio e comandante in capo della Hochseeflotte.
Dopo essere rientrata in Germania nel corso del 1904, il Gazelle servì nei ranghi della Hochseeflotte fino al 1914; ormai piuttosto obsoleto, l'incrociatore fu ridotto al ruolo di unità per la difesa costiera. Dopo lo scoppio della prima guerra mondiale nell'agosto 1914, l'unità servì in compiti di pattugliamento nelle acque del mar Baltico; il 17 novembre 1914, durante una di queste missioni, il Gazelle fu attaccato dal sommergibile britannico E9: il battello lanciò due siluri ai danni dell'unità tedesca, ma mancò il bersaglio.
Nella notte tra il 25 e il 26 gennaio 1916, mentre si trovava in navigazione a nord di Capo Arkona, il Gazelle urtò una mina navale depositata dalle forze russe: l'esplosione strappò via entrambe le sue eliche, e la nave dovette essere trainata in porto. Il 22 febbraio il comando tedesco decise che una riparazione dell'ormai obsoleta unità non era economicamente conveniente, e il Gazelle fu di fatto posto fuori servizio. Lo scafo del Gazelle fu trasformato in un pontone d'appoggio per i dragamine, e ancorato prima a Danzica e poi a Cuxhaven prima di essere spostato, nel 1918, a Wilhelmshaven; dopo la conclusione della guerra, il Gazelle fu ufficialmente radiato dai registri navali tedeschi il 28 agosto 1920, e quindi avviato alla demolizione a Wilhelmshaven.